# Iňa
Iňa (bis 1927 slowakisch auch „Eňa“; ungarisch Ény) ist eine Gemeinde im Westen der Slowakei mit 225 Einwohnern (Stand 31. Dezember 2024), die zum Okres Levice, einem Teil des Nitriansky kraj, gehört.

## Geographie
Die Gemeinde befindet sich im Hügelland Hronská pahorkatina innerhalb des slowakischen Donautieflands, am Bach Bešiansky potok im Einzugsgebiet der Žitava über den Fluss Liska. Das Ortszentrum liegt auf einer Höhe von 180 m n.m. und ist 17 Kilometer von Levice entfernt.
Nachbargemeinden sind Veľký Ďur im Norden, Lok im Nordosten und Osten, Horný Pial im Südosten, Jesenské im Süden sowie Tehla im Westen und Nordwesten.

## Geschichte
Iňa wurde zum ersten Mal 1  156als Eng schriftlich erwähnt, als das Erzbistum Gran die Zehnteinnahmen an das Kapitel schenkte. 1275 war das Dorf Besitz der Dienstleute der Burg Barsch, später der landadligen Familien aus Tajná, Kálna und Pial und in der Neuzeit Balog und Majthény. 1634 musste der Ort Steuer sowohl an die Türken als auch die örtliche Herrschaft abführen. 1601 standen 17 Häuser im Ort, 1715 gab es zwei Haushalte, 1720 war das Dorf verlassen, 1828 zählte man 29 Häuser und 203 Einwohner, die als Landwirte beschäftigt waren.
Bis 1918 gehörte der im Komitat Bars liegende Ort zum Königreich Ungarn und kam danach zur Tschechoslowakei beziehungsweise heute Slowakei. 1927 gliederte sich ein Teil der Gemeinde zur neuen Gemeinde Jesenské aus. Auf Grund des Ersten Wiener Schiedsspruchs lag der Ort 1938–1945 noch einmal in Ungarn.

## Bevölkerung
| Jahr                | 1994 | 2004     | 2014    | 2024     |
| ------------------- | ---- | -------- | ------- | -------- |
| Anzahl der Personen | 235  | 208      | 204     | 225      |
| Unterschied         |      | −11,48 % | −1,92 % | +10,29 % |

| Jahr                | 2023 | 2024    |
| ------------------- | ---- | ------- |
| Anzahl der Personen | 221  | 225     |
| Unterschied         |      | +1,80 % |

Nach der Volkszählung 2011 wohnten in Iňa 200 Einwohner, davon 193 Slowaken und sieben Magyaren.
167 Einwohner bekannten sich zur römisch-katholischen Kirche, sechs Einwohner zur Evangelischen Kirche A. B., fünf Einwohner zur reformierten Kirche und ein Einwohner zur orthodoxen Kirche. 19 Einwohner waren konfessionslos und bei zwei Einwohnern wurde die Konfession nicht ermittelt.